# کیزیراوغلو (گوموش‌حاجی‌کوی)
کیزیراوغلو (به ترکی استانبولی: Kiziroğlu) یک منطقهٔ مسکونی در ترکیه است که در گوموش‌حاجی‌کوی واقع شده‌است.